# Курсрак
Курсра́к (фр. Courcerac) — коммуна во Франции, находится в регионе Пуату — Шаранта. Департамент коммуны — Шаранта Приморская. Входит в состав кантона Мата. Округ коммуны — Сен-Жан-д’Анжели.
Код INSEE коммуны — 17126.

## Население
Население коммуны на 2010 год составляло 294 человека.
| 1962 | 1968 | 1975 | 1982 | 1990 | 1999 | 2010 |
| ---- | ---- | ---- | ---- | ---- | ---- | ---- |
| 287  | 244  | 270  | 274  | 262  | 253  | 294  |